# Châtillon-Saint-Jean
Châtillon-Saint-Jean település Franciaországban, Drôme megyében. Lakosainak száma 1299 fő (2022. január 1.). Châtillon-Saint-Jean Parnans, Saint-Paul-lès-Romans, Génissieux, Geyssans, Saint-Michel-sur-Savasse, Triors és Saint-Lattier községekkel határos.

## Népesség
A település népességének változása:
| Lakosok száma | 672  | 754  | 790  | 1179 | 1300 | 1339 | 1359 | 1316 | 1294 | 1299 |
|               | 1968 | 1982 | 1990 | 2006 | 2013 | 2015 | 2017 | 2019 | 2020 | 2022 |